# Proterotheriidae
Los proteroteríidos (Proterotheriidae, los "primeros animales cuadrúpedos") son una familia extinta de mamíferos placentarios perteneciente al orden Litopterna, pertenecientes al clado de los Meridiungulata.
Eran animales con aspecto de caballo, que vivieron entre el Oligoceno y el final del Pleistoceno (Neolicaphrium recens). Hubo otra familia de meridiungulados, perteneciente al suborden de los Notoungulata que también presentaron formas semejantes a los caballos.
La difusión de las planicies abiertas por todo el continente sudamericano contribuyó a la evolución de unos animales corredores de estructura ligera. Parece que los proteroterios hubieron de experimentar buena parte de los mismos cambios adaptativos que los caballos primitivos de América del Norte, algunas veces antes que los desarrollos que se producían en cualquier otro sitio. Es poco probable que fueran capaces de pacer, sin embargo, ya que su dentadura sigue siendo la que corresponde a animales ramoneadores; parece que sus adaptaciones a la carrera y a la dieta de arbustos son muy similares a la de la subfamilia extinta de caballos Anchitheriinae, que fue abundante en el Mioceno de Eurasia.
Animales de pequeño y mediano tamaño que por su aspecto y sus proporciones eran caballos en miniatura, como ocurrió después paralelamente entre los équidos arcaicos. Los primeros proteroterios tenían un dedo central muy grande en cada pie, y dos laterales más pequeños que apenas tocaban al suelo, algo similar a lo que  ocurre en las patas traseras de los jabalíes actuales. En especies más recientes estos dedos laterales fueron reduciéndose cada vez más. Los proteroterios se piensa que evolucionaron de litopternos procedentes de la familia Notonychopidae.
En Thoatherium la sobrecaña ósea de sus dedos era incluso más pequeña que la de los Equus actuales. Otros cambios, como la estructura de las articulaciones, en tamaños menores y tipología de la dentadura seguían otras pautas. Thoatherium, por ejemplo en otros aspectos, como la alzada y la dentadura es uno de los más pequeños y la dentición se mantuvo casi completa y los molares continuaron siendo de corona baja, aunque provistos de crestas. Proterotéridos con dentadura más evolucionada y adaptada a pastar, son Tetramerorhinus cingulatum  y Diadiaphorus caniadensis.

## Taxonomía
- Proterotheriidae
  - Anisolambdinae
    - Anisolambda
    - Paranisolambda
    - Protheosodon
    - Richardolydekkeria
    - Wainka
    - Xesmodon

  - Proterotheriinae
    - Brachytherium (nomen dubium)
    - Deuterotherium (nomen dubium)[1]
    - Diadiaphorus
    - Diplasiotherium
    - Eoproterotherium
    - Epecuenia
    - Epitherium
    - Licaphrium
    - Neolicaphrium
    - Picturotherium[5]
    - Prolicaphrium
    - Proterotherium
    - Prothoatherium
    - Tetramerorhinus
    - Thoatherium
    - Villarroelia
    - Uruguayodon

  - Megadolodinae
    - Bounodus
    - Megadolodus
    - Neodolodus